# 勝利の朝
『勝利の朝』（しょうりのあさ、原題・英語: Morning Glory）は、1933年に製作・公開されたアメリカ合衆国の映画である。

## 概要
ゾーイ・エイキンスの戯曲の映画化であり、ローウェル・シャーマンが監督、キャサリン・ヘプバーンとダグラス・フェアバンクス・ジュニア、アドルフ・マンジューが出演した。
1958年に再映画化されている。（邦題『女優志願』、シドニー・ルメット監督、ヘンリー・フォンダ、スーザン・ストラスバーグ出演）
原題“Morning Glory”とは「朝顔」のことであるが邦題は直訳され本編内容とはまるで関係ない題名となっている。

## キャスト
※括弧内は日本語吹き替え
- エヴァ・ラヴレイス：キャサリン・ヘプバーン（今井和子）
- ジョゼフ・シェリダン：ダグラス・フェアバンクス・ジュニア（片山明彦）
- ルイス・イーストン：アドルフ・マンジュー（松村彦次郎）
- リタ・ヴァーノン：メアリー・ダンカン
- ロバート・ハーレイ・ヘッジス：C・オーブリー・スミス

- - 日本語吹替：初回放送1964年9月27日 NHK総合 (午後3:00～4:14)

## スタッフ
- 監督：ローウェル・シャーマン
- 製作総指揮：メリアン・C・クーパー
- 製作：パンドロ・S・バーマン
- 脚色：ハワード・J・グリーン
- 音楽：マックス・スタイナー
- 撮影：バート・グレノン
- 編集：ウィリアム・ハミルトン
- 装置：チック・カーク、ヴァン・ネスト・ポルグレイズ
- 衣裳：ウォルター・プランケット（ノンクレジット）

## アカデミー賞受賞
- 主演女優賞：キャサリン・ヘプバーン